# Tagish Road
Pour les articles homonymes, voir Tagish.
Tagish Road est une route du Yukon au Canada. Elle s'appelle aussi Yukon Highway 8 et est longue de 53 kilomètres (33 mi).
Elle relie Jake's Corner, sur la route de l'Alaska à Carcross sur la Klondike Highway. À 2 kilomètres (1 mi) de Jake's Corner, se trouve la jonction avec l'Atlin Road. Le petit village de Tagish est à 19 kilomètres (12 mi).
Jusqu'à la fin de la construction de la route de l'Alaska, en 1943, la Tagish Road était un segment important de ce qui allait devenir la route de l'Alaska. Pendant plusieurs années, le pont de bois sur la rivière Tagish était le seul lien carrossable. Il a été remplacé par un pont en béton, et le tracé a été terminé et aménagé en juin 2005.

## Villes et lieux desservis
- Tagish